# 弄假成真 (小說)
《弄假成真》（英語：Dead Man's Folly）是阿嘉莎·克莉絲蒂所著的一部推理小說，於1956年出版。

## 情節簡介

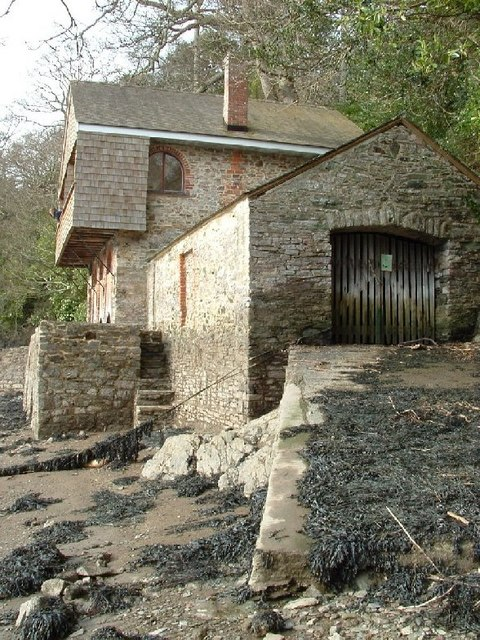
船屋

納塞莊園的主人喬治·史達柏爵士舉辦了一場鄉村園遊會，小說家阿蕊登·奧利薇夫人應邀籌畫一場緝兇的遊戲，她安排女童軍瑪琳·塔克在河邊的船屋內扮演受害者的角色。在園遊會開始前，奧利薇夫人出於直覺，預感到這場緝兇遊戲可能會「弄假成真」般地發生謀殺案，於是致電給偵探赫丘勒·白羅，白羅因此來到了納塞莊園。果然在園遊會期間，扮演受害者的瑪琳·塔克遭到殺害，隨即史達柏夫人也神祕失蹤……

## 人物
- 赫丘勒·白羅，偵探
- 阿蕊登·奧利薇，知名小說家和白羅的老朋友，應邀設計納塞莊園園遊會上的緝兇遊戲
- 喬治·史達柏爵士，納塞莊園的主人
- 海蒂·史達柏夫人，史達柏爵士之妻
- 艾蜜·福立亞太太，納塞莊園原來的主人，仍以租戶身分住在莊園內
- 阿曼達·布魯威小姐，史達柏爵士的秘書
- 瑪琳·塔克，女童軍，平時喜好刺探他人私隱，此次在緝兇遊戲中扮演遇害者角色，卻陰差陽錯地被殺害
- 馬斯頓夫人
- 歐帝安·德蘇沙，海蒂的表哥
- 麥克·韋曼，建築師
- 亞歷克·萊格
- 莎莉·萊格
- 吉姆·沃伯頓上尉
- 布蘭德警官

## 創作

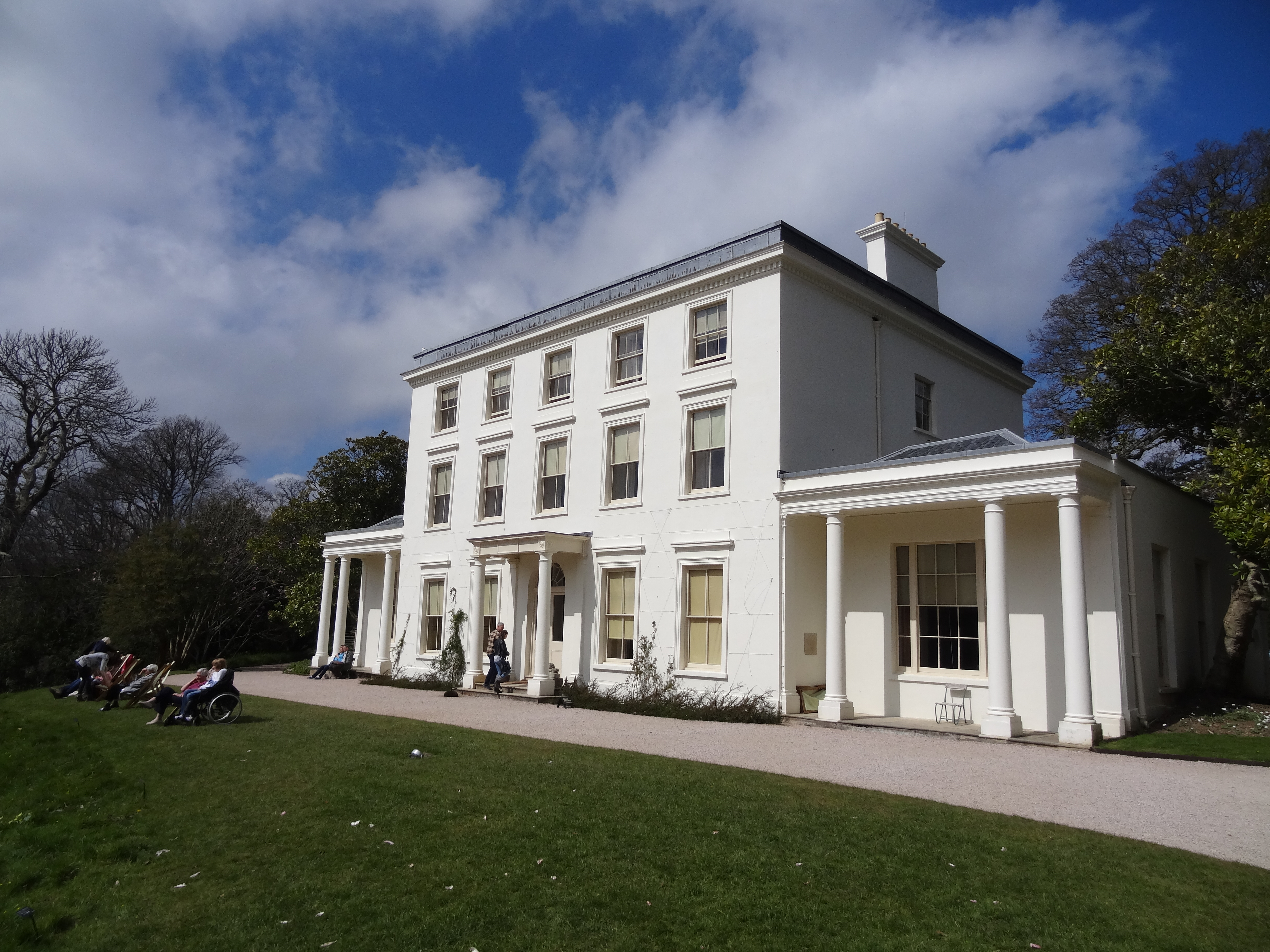
位於德文郡的綠徑屋

克莉絲蒂在1954年寫成了一篇名為《葛林肖的笑話》的中篇小說，本來是預定把該部小說的收入捐贈給一家由教會設立的基金會，但在1955年她改變了主意，決定再替教會寫另一部短篇。後來克莉絲蒂把該部《葛林肖的笑話》擴展為長篇小說，並以《弄假成真》為名出版:176。
小說裡的納塞莊園以現實中克莉絲蒂擁有的綠徑屋為原型。

## 改編作品
- 1986年電影《三屍奇案》。
- 電視劇《大偵探白羅》第十三季第三集[3]。該劇集拍攝時就曾在綠徑屋取景[4]。